# Cantone di Saales
Il Cantone di Saales era una divisione amministrativa dell'arrondissement di Molsheim.
A seguito della riforma approvata con decreto del 18 febbraio 2014, che ha avuto attuazione dopo le elezioni dipartimentali del 2015, è stato soppresso.

## Composizione
Comprendeva i comuni di
- Bourg-Bruche
- Colroy-la-Roche
- Plaine
- Ranrupt
- Saales
- Saint-Blaise-la-Roche
- Saulxures